# Мали Сливњик
Мали Сливњик (слч. Malý Slivník) насељено је мјесто са административним статусом сеоске општине (слч. obec) у округу Прешов, у Прешовском крају, Словачка Република.

## Становништво
| Година:    | 1994. | 2004.    | 2014.    | 2024.    |
| ---------- | ----- | -------- | -------- | -------- |
| Број људи: | 524   | 722      | 890      | 1122     |
| Разлика:   |       | +37,78 % | +23,26 % | +26,06 % |

| Година:    | 2023. | 2024. |
| ---------- | ----- | ----- |
| Број људи: | 1100  | 1122  |
| Разлика:   |       | +2 %  |

Према подацима о броју становника из 2024. године насеље је имало 1122 становника.